# محوطه سنگو
محوطه سنگو مربوط به دوره غزنویان - اواخر دوره تیموریان است و در شهرستان اسفراین، بخش بام وصفی آباد، ۲ کیلومتری شمال شرقی شهر صفی آباد واقع شده و این اثر در تاریخ ۲ مرداد ۱۳۸۷ با شمارهٔ ثبت ۲۳۱۰۰ به‌عنوان یکی از آثار ملی ایران به ثبت رسیده است.